# Purple Line (đĩa đơn của TVXQ)
Purple Line là đĩa đơn tiếng Nhật thứ mười sáu của Tohoshinki được sản xuất bởi Yoo Young Jin, tác giả của những biggest hits như Rissing Sun và "O"-Jung.Ban.Hap. Nó đã trở thành đĩa đơn tiếng Nhật đầu tiên của Tohoshinki đạt được #1 trên Oricon tuần, là nghệ sĩ Hàn Quốc đầu tiên đạt được vị trí này sau BoA. Đĩa đơn đã được phát hành trước 1 tuần khi nhóm cho ra mắt album tiếng Nhật thứ 3 "T"..

## Video âm nhạc
MV đã được quay tại Hàn Quốc, đây là lần đầu tiên một đĩa đơn tiếng Nhật được quay tại Hàn. Các nhà sản xuất sử dụng các chiến lược mới cho bài hát và video.

## Danh sách bài hát

### Nhật Bản

#### CD
1. Purple Line
2. Dead End - STY Gin n' Tonic mix -
3. Zion - Zero G Remix -
4. Purple Line (Less Vocal)
5. Dead End - STY Gin n' Tonic mix - (Less Vocal)

#### DVD
1. Asia Tour Bangkok Show Off Shot Movie
2. Asia Tour Bangkok Show Special Off Shot Movie

### Hàn Quốc

#### CD
1. Purple Line
2. Dead End - STY Gin n' Tonic mix -
3. Zion - Zero G Remix -
4. Purple Line (Less Vocal)
5. Dead End - STY Gin n' Tonic mix - (Less Vocal)

- Included in CD-only Korean version

1. Purple Line (Korean version)

#### DVD
1. Asia Tour Bangkok Show Off Shot Movie
2. Asia Tour Bangkok Show Special Off Shot Movie

## Xếp hạng

### Oricon Sales Chart (Nhật Bản)
| Phát hành           | Bảng xếp hạng                | Vị trí cao nhất | Số bản tiêu thụ | Chart Run |
| ------------------- | ---------------------------- | --------------- | --------------- | --------- |
| 16 tháng 1 năm 2008 | Oricon Daily Singles Chart   | 1               | 28.892          |           |
| 16 tháng 1 năm 2008 | Oricon Weekly Singles Chart  | #1              | 47.303          | 6 tuần    |
| 16 tháng 1 năm 2008 | Oricon Monthly Singles Chart | 4               | 44.158          |           |
| 16 tháng 1 năm 2008 | Oricon Yearly Singles Chart  | 150             | 47.303          |           |

### Korea Top 20 Foreign Albums & Singles
| Phát hành           | Bảng xếp hạng          | Vị trí cao nhất | Doanh số |
| ------------------- | ---------------------- | --------------- | -------- |
| 23 tháng 1 năm 2008 | January Monthly Chart  | 2               | 12.726   |
| 23 tháng 1 năm 2008 | February Monthly Chart | 12              | 2.784    |
| 23 tháng 1 năm 2008 | March Monthly Chart    | 16              | 1.806    |